# Выборы губернатора Амурской области (2015)
Досрочные выборы губернатора Амурской области, в соответствии с постановлением Законодательным собранием Амурской области прошли 13 сентября 2015 года, одновременно с Единым днём голосования. Согласно Уставу Амурской области, глава субъекта Российской Федерации избран на пятилетний срок гражданами Российской Федерации, проживающими на территории области, путём всеобщего и тайного голосования.
До участия в выборах Избирательной комиссией Амурской области было допущено четыре кандидата: Иван Абрамов (выдвинут ЛДПР), Михаил Драгунов (выдвинут КПСС), Роман Кобызов (выдвинут КПРФ), Александр Козлов (выдвинут «Единой Россией»).
По данным Избирательной комиссии Амурской области, победу в первом туре одержал временно исполняющий обязанности губернатора Амурской области Александр Козлов с результатом 50,64 % голосов от принявших участие в голосовании, едва избежав второго тура. Сенатором от исполнительной власти Амурской области был назначен Александр Суворов.

## Предшествующие события

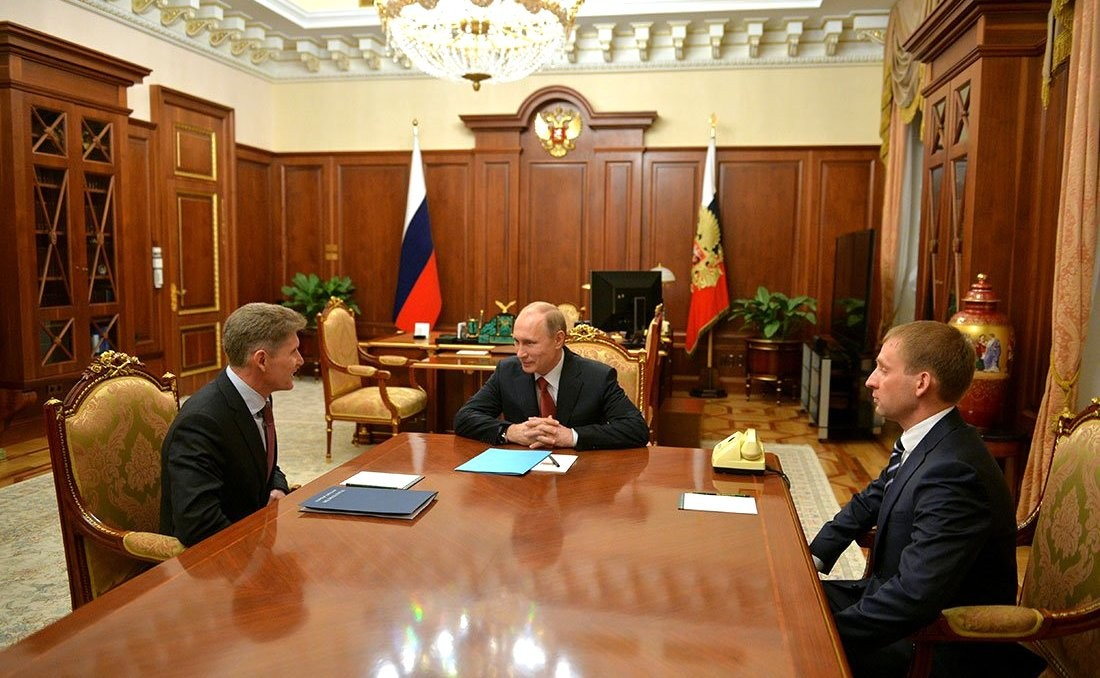
Президент РФ Владимир Путин (в центре) назначает Александра Козлова (справа) временно исполняющим обязанности губернатора Амурской области

16 октября 2008 года президент России Дмитрий Медведев принял досрочную отставку Николая Колесова и назначил врио губернатора Олега Кожемяко, который ранее возглавлял администрацию Корякского автономного округа. 20 октября депутаты заксобрания Амурской области наделили Кожемяко полномочиями губернатора на срок 4 года («за» проголосовали 22 депутата из 31).
В мае 2012 года президент Дмитрий Медведев подписал закон, возвращавший в России прямые выборы глав регионов, он вступил в силу 1 июня 2012 года. Срока полномочий Кожемяко заканчивался в октябре и выборы по новым правилам были назначены на 14 октября 2012 года. Предварительно, в июне 2012 года, в устав Амурской области были внесены поправки, увеличившие срок полномочий губернатора до 5 лет. На состоявшихся после 11-летнего перерыва губернаторских выборах Кожемяко был переизбран на 5-летний срок (выиграл выборы в первом туре, набрав 77 % голосов).
Срок его полномочий истекал в октябре 2017 года. Однако 25 марта 2015 год президент России Владимир Путин назначил Олега Кожемяко временно исполняющим обязанности губернатора Сахалинской области. При этом врио губернатора Амурской области был назначен мэр Благовещенска Александр Козлов.

### Ключевые даты
- 8 июня Заксобрание Амурской области назначило выборы на единственно возможную дату — 13 сентября 2015 года (единый день голосования). На следующий день решение было опубликовано — официально началась избирательная кампания.[9]
  - следующие 3 дня — опубликование расчёта числа подписей, необходимых для регистрации кандидата
  - следующие 30 дней, с 10 июня по 10 июля — период выдвижения кандидатов. Агитационный период начинается со дня выдвижения кандидата и прекращается за одни сутки до дня голосования
- с 10 июля по 20 июля — период сбора подписей муниципальных депутатов и регистрация заявлений кандидатов в избирательной комиссии.
- 3-4 августа — публикация списка зарегистрированных кандидатов
- с 15 августа по 11 сентября — период агитации в СМИ
- с 23 августа по 12 сентября — период досрочного голосования
- 12 сентября — день тишины
- 13 сентября — день голосования

## Выдвижение и регистрации кандидатов

### Право выдвижения
Губернатором Амурской области согласно уставу может быть избран гражданин Российской Федерации достигший возраста 30 лет.
В Амурской области кандидаты выдвигаются только политическими партиями, имеющими в соответствии с федеральными законами право участвовать в выборах. Самовыдвижение не допускается.
У кандидата не должно быть гражданства иностранного государства либо вида на жительство в какой-либо иной стране.

### Муниципальный фильтр
Претенденту на должность кандидата нужно собрать и представить в комиссию не менее 215 подписей депутатов представительных органов и (или) глав муниципальных образований.

### Кандидаты в Совет Федерации
С декабря 2012 года действует новый порядок формирования Совета Федерации. Так каждый кандидат на должность губернатора при регистрации должен представить список из трёх человек, первый из которых, в случае избрания кандидата, станет сенатором в Совете Федерации от правительства региона.

## Кандидаты
Партия «Единая Россия» 30 мая 2015 года провела внутрипартийное голосование, на котором победил назначенный президентом врио губернатора Александр Козлов. Он обошёл исполняющего обязанности мэра Благовещенска Валентину Калиту; депутата Благовещенской городской Думы Анатолия Фесенко и др. 19 июня окончательно Александр Козлов был окончательно избран кандидатом от партии 24 июня он подал документы на регистрацию в Амурский облизбирком.
Партия «ЛДПР» 10 июня 2015 года выдвинула депутата Госдумы Ивана Абрамова. В этот же день кандидат принёс документы в Амурский облизбирком.
В партии «КПРФ» первоначально планировали выдвинуть экс-начальника УВД Амурской области Юрий Фокин, однако представители партии заявили о давлении со стороны «административного ресурса» на своего потенциального выдвиженца. В результате Фокин 12 июня снял свою кандидатуру. 27 июня кандидатом от партии на пост губернатора был выдвинут первый секретарь Амурского областного комитета КПРФ и депутата Законодательного собрания Амурской области — Романа Кобызова. 30 июня выдвинутым кандидатом были поданы документы в облизбирком для участия в предстоящих выборах.
Партия «Справедливая Россия» 4 июля объявила о выдвижении Дмитрия Жаровского. Однако к 10 июля Дмитрий Жаровский так и не предоставил документы на регистрацию в облизбирком.
«Коммунистическая партия социальной справедливости» выдвинула начальника управления по делам ГО и ЧС Белогорска Михаила Драгунова. 2 июля он сдал документы на регистрацию кандидатом. КПРФ выдвинула обвинение в том, что кандидат является спойлером, который должен оттянуть голоса у Романа Кобызова.
Партия «Родина» выдвинула бизнесмена из Якутии Олега Маклашова. 6 июля он подал документы в областной избирком, однако уже 20 июля снял свою кандидатуру.
Региональное отделение партии «Яблоко» отказалось выдвигать кандидата, потому что считает выборы губернатора не имеют демократический характер.
| Кандидат         | Должность (на момент выдвижения) | Партия        | Статус                     | Кандидаты в Совет Федерации |
| ---------------- | --- | ------------- | -------------------------- | --------------------------- |
| Иван Абрамов     | депутат Государственной Думы, член комитета Государственной Думы по региональной политике и проблемам Севера и Дальнего Востока                                    | ЛДПР          | зарегистрирован            | Сергей Левицкий             |
| Иван Абрамов     | депутат Государственной Думы, член комитета Государственной Думы по региональной политике и проблемам Севера и Дальнего Востока                                    | ЛДПР          | зарегистрирован            | Алексей Прохоров            |
| Иван Абрамов     | депутат Государственной Думы, член комитета Государственной Думы по региональной политике и проблемам Севера и Дальнего Востока                                    | ЛДПР          | зарегистрирован            | Александр Колядин           |
| Михаил Драгунов  | начальник Управления по делам гражданской обороны и чрезвычайным ситуациям города Белогорск                                                                        | КПСС          | зарегистрирован            | Наталья Буцыгина            |
| Михаил Драгунов  | начальник Управления по делам гражданской обороны и чрезвычайным ситуациям города Белогорск                                                                        | КПСС          | зарегистрирован            | Николай Варфоломеев         |
| Михаил Драгунов  | начальник Управления по делам гражданской обороны и чрезвычайным ситуациям города Белогорск                                                                        | КПСС          | зарегистрирован            | Сергей Кульбака             |
| Роман Кобызов    | доцент кафедры истории религиоведения и истории Амурского государственного университета, депутат Законодательного Собрания Амурской области на непостоянной основе | КПРФ          | зарегистрирован            | Нина Тарасенко              |
| Роман Кобызов    | доцент кафедры истории религиоведения и истории Амурского государственного университета, депутат Законодательного Собрания Амурской области на непостоянной основе | КПРФ          | зарегистрирован            | Татьяна Ракутина            |
| Роман Кобызов    | доцент кафедры истории религиоведения и истории Амурского государственного университета, депутат Законодательного Собрания Амурской области на непостоянной основе | КПРФ          | зарегистрирован            | Дмитрий Новиков             |
| Александр Козлов | врио губернатора Амурской области | Единая Россия | зарегистрирован            | Юрий Кузнецов               |
| Александр Козлов | врио губернатора Амурской области | Единая Россия | зарегистрирован            | Александр Суворов           |
| Александр Козлов | врио губернатора Амурской области | Единая Россия | зарегистрирован            | Надежда Анищенко            |
| Олег Маклашов    | директор ООО «Диамант и К» | Родина        | выбыл по личному заявлению | —                           |

## Итоги выборов
В выборах в приняли участие 214 017 человек, таким образом явка избирателей составила 33,53 %.
| Место                                                                                        | Место                                              | Кандидат                                           | Голосов    | %      |
| -------------------------------------------------------------------------------------------- | -------------------------------------------------- | -------------------------------------------------- | ---------- | ------ |
|                                                                                              | 1.                                                 | Козлов, Александр Александрович                    | 108 363    | 50,64  |
|                                                                                              | 2.                                                 | Абрамов, Иван Николаевич                           | 60 545     | 28,30  |
|                                                                                              | 3.                                                 | Кобызов, Роман Александрович                       | 31 822     | 14,87  |
|                                                                                              | 4.                                                 | Драгунов, Михаил Валентинович                      | 7764       | 3,63   |
| Число недействительных бюллетеней                                                            | Число недействительных бюллетеней                  | Число недействительных бюллетеней                  | 5476       | 2,56   |
| Критерий                                                                                     | Критерий                                           | Критерий                                           | Количество | %      |
| Действительные и недействительные бюллетени                                                  |                                                    |                                                    |            |        |
| Число действительных бюллетеней                                                              | Число действительных бюллетеней                    | Число действительных бюллетеней                    | 208 494    | 97,44  |
| Число недействительных бюллетеней                                                            | Число недействительных бюллетеней                  | Число недействительных бюллетеней                  | 5476       | 2,56   |
| Принявшие участие в голосовании и число избирателей                                          |                                                    |                                                    |            |        |
| Число избирателей, принявших участие в голосовании                                           | Число избирателей, принявших участие в голосовании | Число избирателей, принявших участие в голосовании | 213 970    | 100,00 |
| Число включённых в список избирателей                                                        | Число включённых в список избирателей              | Число включённых в список избирателей              | 638 254    | 100,00 |
| Бюллетени                                                                                    |                                                    |                                                    |            |        |
| Число бюллетеней, выданных на участке                                                        | Число бюллетеней, выданных на участке              | Число бюллетеней, выданных на участке              | 193 898    | 93,15  |
| Число бюллетеней, выданных вне участка                                                       | Число бюллетеней, выданных вне участка             | Число бюллетеней, выданных вне участка             | 18 780     | 6,55   |
| Число бюллетеней, выданных досрочно                                                          | Число бюллетеней, выданных досрочно                | Число бюллетеней, выданных досрочно                | 1339       | 0,30   |
| Число выданных бюллетеней                                                                    | Число выданных бюллетеней                          | Число выданных бюллетеней                          | 214 017    | 100,00 |
| Принявшие участие в выборах (явка избирателей) и голосовании (% от общего числа избирателей) |                                                    |                                                    |            |        |
| Число избирателей, принявших участие в выборах                                               | Число избирателей, принявших участие в выборах     | Число избирателей, принявших участие в выборах     | 214 017    | 33,53  |
| Число избирателей, принявших участие в голосовании                                           | Число избирателей, принявших участие в голосовании | Число избирателей, принявших участие в голосовании | 213 970    | 33,52  |

Выборы выиграл Александр Козлов (Единая Россия), набравший 50,64 % голосов избирателей. 20 сентября он вступил в должность губернатора, после чего назначил сенатором от правительства Амурской области Александра Суворова, который до этого много лет занимал пост председателя Федерации профсоюзов Амурской области.
| АТЕ                    | Явка (в %) | Александр Козлов | Александр Козлов | Иван Абрамов | Иван Абрамов | Роман Кобызов | Роман Кобызов | Михаил Драгунов | Михаил Драгунов | Недействительные бюллетени | Недействительные бюллетени |
| АТЕ                    | Явка (в %) | Голосов          | %                | Голосов      | %            | Голосов       | %             | Голосов         | %               | Кол-во                     | %                          |
| ---------------------- | ---------- | ---------------- | ---------------- | ------------ | ------------ | ------------- | ------------- | --------------- | --------------- | -------------------------- | -------------------------- |
| Архаринский район      | 41,00      | 3 141            | 58,42            | 1 228        | 22,84        | 657           | 12,22         | 172             | 3,20            | 179                        | 3,33                       |
| Бурейский район        | 30,43      | 3 047            | 51,29            | 1 690        | 28,45        | 878           | 14,78         | 197             | 3,32            | 129                        | 2,17                       |
| Райчихинск             | 32,75      | 3 490            | 60,81            | 1 070        | 18,64        | 863           | 15,04         | 178             | 3,10            | 138                        | 2,40                       |
| Прогресс               | 28,02      | 1 497            | 45,93            | 845          | 25,93        | 699           | 21,45         | 102             | 3,13            | 116                        | 3,56                       |
| Михайловский район     | 42,90      | 2 895            | 58,73            | 1 026        | 20,82        | 744           | 15,09         | 152             | 3,08            | 112                        | 2,27                       |
| Завитинский район      | 33,92      | 2 402            | 54,53            | 1 084        | 24,61        | 644           | 14,62         | 141             | 3,20            | 134                        | 3,04                       |
| Октябрьский район      | 50,84      | 4 889            | 61,29            | 2 038        | 25,55        | 682           | 8,55          | 215             | 2,70            | 153                        | 1,92                       |
| Ромненский район       | 52,04      | 2 536            | 62,04            | 1 033        | 25,27        | 316           | 7,73          | 77              | 1,88            | 126                        | 3,08                       |
| Константиновский район | 48,23      | 2 826            | 56,34            | 1 389        | 27,69        | 557           | 11,10         | 98              | 1,95            | 146                        | 2,91                       |
| Тамбовский район       | 40,12      | 4 238            | 56,33            | 2 049        | 27,24        | 868           | 11,54         | 174             | 2,31            | 194                        | 2,58                       |
| Благовещенск           | 26,42      | 13 671           | 30,26            | 20 412       | 45,19        | 8 238         | 18,24         | 1 803           | 3,99            | 1 050                      | 2,32                       |
| Благовещенский район   | 30,90      | 2 765            | 48,26            | 2 008        | 35,05        | 675           | 11,78         | 175             | 3,05            | 106                        | 1,85                       |
| Ивановский район       | 34,59      | 3 185            | 47,64            | 2 071        | 30,98        | 1 078         | 16,13         | 180             | 2,69            | 171                        | 2,56                       |
| Белогорск              | 24,43      | 7 695            | 59,20            | 2 503        | 19,26        | 1 628         | 12,52         | 844             | 6,49            | 329                        | 2,53                       |
| Белогорский район      | 36,36      | 3 405            | 64,38            | 925          | 17,49        | 662           | 12,52         | 164             | 3,10            | 133                        | 2,51                       |
| Серышевский район      | 46,55      | 5 480            | 62,25            | 1 436        | 16,31        | 1 207         | 13,71         | 446             | 5,07            | 234                        | 2,66                       |
| Свободный              | 35,08      | 6 558            | 44,97            | 4 810        | 32,99        | 2 354         | 16,14         | 504             | 3,46            | 356                        | 2,44                       |
| Свободненский район    | 61,62      | 2 848            | 55,41            | 1 127        | 21,93        | 829           | 16,13         | 174             | 3,39            | 162                        | 3,15                       |
| Углегорск              | 42,36      | 711              | 47,43            | 402          | 26,82        | 233           | 15,54         | 82              | 5,47            | 71                         | 4,74                       |
| Шимановск              | 34,06      | 2 617            | 50,41            | 1 370        | 26,39        | 816           | 15,72         | 230             | 4,43            | 158                        | 3,04                       |
| Шимановский район      | 72,69      | 2 138            | 66,17            | 594          | 18,38        | 280           | 8,67          | 112             | 3,47            | 107                        | 3,31                       |
| Мазановский район      | 49,69      | 3 462            | 66,81            | 918          | 17,72        | 519           | 10,02         | 151             | 2,91            | 132                        | 2,55                       |
| Магдагачинский район   | 34,49      | 3 276            | 52,98            | 1 330        | 21,51        | 1 259         | 20,36         | 152             | 2,46            | 166                        | 2,68                       |
| Сковородинский район   | 26,15      | 3 128            | 54,95            | 1 306        | 22,94        | 880           | 15,64         | 202             | 3,55            | 176                        | 3,09                       |
| Селемджинский район    | 38,36      | 1 693            | 51,43            | 760          | 23,09        | 606           | 18,41         | 127             | 3,86            | 106                        | 3,22                       |
| Зея                    | 33,96      | 3 209            | 48,04            | 2 023        | 30,28        | 1 117         | 16,72         | 175             | 2,62            | 156                        | 2,34                       |
| Зейский район          | 40,05      | 3 567            | 63,08            | 1 011        | 17,88        | 780           | 13,79         | 166             | 2,94            | 131                        | 2,32                       |
| Тында                  | 20,65      | 2 842            | 51,13            | 1 161        | 20,89        | 1 118         | 20,12         | 307             | 5,52            | 130                        | 2,34                       |
| Тындинский район       | 64,71      | 5 152            | 72,04            | 926          | 12,95        | 635           | 8,88          | 264             | 3,69            | 175                        | 2,45                       |
| Всего                  | 33,53      | 108 363          | 50,64            | 60 545       | 28,30        | 31 822        | 14,87         | 7 764           | 3,63            | 5 476                      | 2,56                       |